# Abel - Il figlio del vento
Abel - Il figlio del vento (Wie Brüder im Wind) è un film del 2015 diretto da Gerardo Olivares e Otmar Penker, con Jean Reno e Tobias Moretti.

## Trama
Il piccolo orfano di madre Lukas trova un aquilotto, caduto dal nido a causa del fratello Caino, e lo aiuta a sopravvivere e crescere, chiamandolo Abel, come a voler cambiare la storia dei due fratelli della Bibbia.
La cura per l'aquilotto, il rapporto con il guardiaboschi e l'amore per la natura lo porteranno, lentamente, a riavvicinarsi al padre, smarrito anche lui dopo la morte della moglie in un incendio causato, involontariamente, proprio da Lukas.

## Produzione

### Riprese
Il film è stato girato nel corso del 2015 nel parco nazionale Alti Tauri, in Austria, più precisamente tra il Defereggen e la Valle Aurina, numerose scene sono state girate nelle Dolomiti italiane, con tecniche sviluppate apposta per adattarsi alle aquile.

## Colonna sonora
Nel film è presente il brano inedito Freedom, interpretato da Rebecca Ferguson.

## Promozione
Il primo trailer italiano del film viene diffuso il 21 luglio 2016.

## Distribuzione
La pellicola è stata presentata in Italia al Giffoni Film Festival nel luglio 2016, mentre esce nelle sale il 29 settembre.
Le date di uscita internazionali (titolo internazionale: The Way of the Eagle) sono state:
- 24 dicembre 2015 in Repubblica Ceca e Slovacchia
- 28 gennaio 2016 in Germania
- 29 gennaio 2016 in Austria
- 13 maggio 2016 in Polonia (Mój przyjaciel orzeł)
- 6 luglio 2016 in Francia (L'aigle et l'enfant)
- 15 ottobre 2016 nei Paesi Bassi

## Accoglienza

### Incassi
In Italia il film ha incassato € 484 000, mentre nel mondo 3.685.708 dollari netti.

### Critica
Abel è stato uno dei film più acclamati dalla critica cinematografica del 2015.
Su Comingsoon.it il film ha ricevuto un punteggio di 4,3 su 5, 6,8 su 10 invece secondo IMDb.